# Biatora sphaeroidiza
Biatora sphaeroidiza (Vain.) Printzen & Holien, es una especie de liquen crustáceo de aspecto granuloso de la familia Ramalinaceae que vive principalmente en la superficie de la corteza de árboles (corticícola). Esta especie presenta un color verde grisáceo a verde oliva en su superficie, hialino a amarillo terroso en el epitecio y blanco a gris en el hipotecio. Por lo general Biatora sphaeroidiza no presenta soredios en su superficie; la reproducción tiene lugar solo por parte del micobionte mediante ascosporas oblongas no septadas de entre 7 a 14 micras de diámetro generadas en conidios. En esta especie aparece como metabolito secundario de la simbiosis la considerada como sustancia liquénica ácido tiofánico.

## Sinonimia
- Lecidea sphaeroidiza Vain. Basónimo